# Tychicus rufoides
Tychicus rufoides är en spindelart som beskrevs av Embrik Strand 1911. Tychicus rufoides ingår i släktet Tychicus och familjen jättekrabbspindlar. Inga underarter finns listade i Catalogue of Life.